# Aalschnur
Eine Aalschnur ist ein passives Angelgerät, das hauptsächlich zum Aalfang eingesetzt wird. Es handelt sich um eine Reihenangel, die aus einer Hauptschnur und 150 bis 300 sogenannten Mundschnüren mit den Haken besteht. Letztere sind meist 30 bis 40 cm lang und in Abständen von zwei bis drei Metern an der Hauptschnur befestigt. Als Köder dienen neben Regenwürmern verschiedene kleine Fischarten als lebende oder tote Köderfische, wie Ukelei, Stinte, Plötzen, Flussbarsche oder Kaulbarsche.
Aalschnüre werden überwiegend zum nächtlichen Aalfang eingesetzt. Das Beködern und Auswerfen erfolgt gewöhnlich abends vom Boot aus während der Fahrt. Mit Gewichten und Schwimmern, die an der Hauptschnur befestigt werden, werden Lage und Arbeitstiefe der Aalschnur vorgegeben. Die während der Nacht unbewachte Aalschnur wird am folgenden Tag eingeholt.
Bei einer in den 1950er Jahren durchgeführten fünfjährigen Untersuchung betrug das durchschnittliche Fanggewicht pro 100 Haken 0,7 Kilogramm Aal. Demgegenüber war der Einsatz von Aalpuppen mit 2,9 Kilogramm Aal auf 100 Haken deutlich erfolgreicher. Wegen des relativ geringen Ertrages bei höherem personellen Aufwand werden Aalschnüre heute in der Berufsfischerei seltener eingesetzt. Der Fang mit dem Haken schränkt außerdem die Hälterfähigkeit der Tiere ein. Der Einsatz ist in verschiedenen Ländern durch generelle Verbote oder das Verbot der Verwendung von lebenden Köderfischen eingeschränkt. Für Sport- und Freizeitfischer ist die Benutzung von Aalschnüren meist untersagt und gilt wegen des unbeaufsichtigten Fanggerätes, mit dem auch Hechte und andere Raubfische gefangen werden, als unsportlich.